# Франкфуртський книжковий ярмарок
Франкфуртський книжковий ярмарок (нім. Frankfurter Buchmesse) — традиційний європейський книжковий ярмарок, історія якого сягає декількох століть. Щороку ярмарок відбувається у жовтні з середи по неділю включно у м. Франкфурт-на-Майні, Німеччина. Найбільший книжковий ярмарок світу.

## Історія
Франкфуртський книжковий ярмарок існує з середини XV ст. У той час до Франкфурта приїздили друкарі зі Швейцарії, Голландії, Англії, Польщі, Італії і Франції, щоб обмінятися своїми книгами. У середині XVII століття Лейпциг як центр другого німецького книжкового ярмарку перейняв лідерські позиції в Німеччині. Проте обидві книжкові виставки призупинилися наприкінці XIX ст. — спочатку франкфуртська, а потім і лейпцизька. На початку Першої світової війни Лейпциг відновив свою традицію книжкового ярмарку, а згодом — у 1920-х роках Франкфурт зробив так само. Однак, ці ініціативи довго не проіснували.
Сучасний Франкфуртський книжковий ярмарок почався у 1949 році із двохсот німецьких учасників.
1954 року вперше міжнародних учасників ярмарку було більше, ніж німецьких, а саме, 534 з 19 іноземних країн проти 524 з Німеччини.
Директори Франкфуртського книжкового ярмарку: Вольфганг Мюллер (1949—1956), Зігфрід Тауберт (1957—1974), Пітер Вайтхас (1973—2000), Лоренцо Рудольф (2000—2002), Фолькер Нойман (2002—2004) і Юрген Боос (з 2005).

## Сучасний Франкфуртський книжковий ярмарок

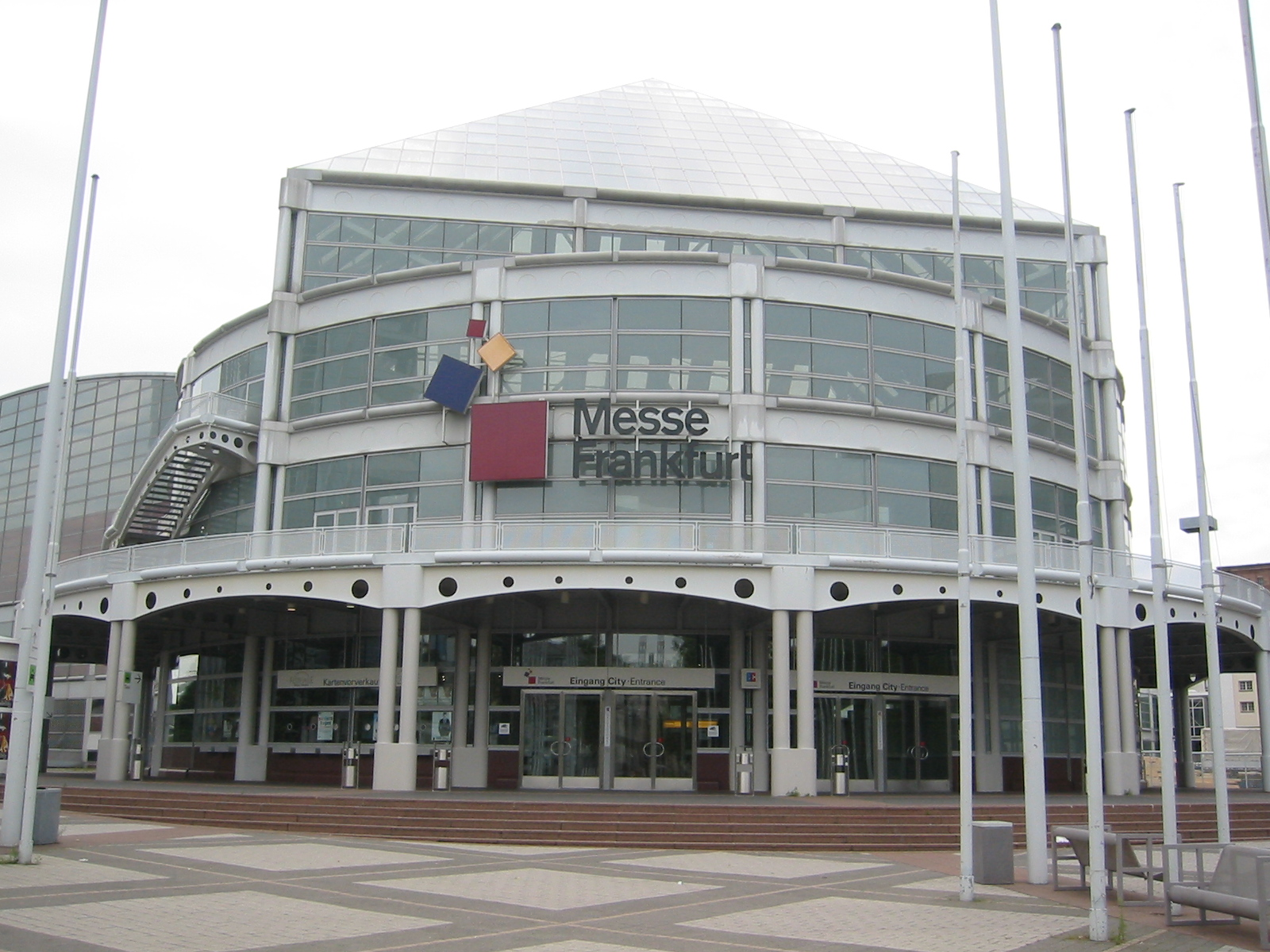
Основний виставковий павільйон, 2005

Нині протягом п'яти днів у ярмарку беруть участь понад 7,000 експонентів із приблизно 100 країн світу і більше 286,000 відвідувачів. Почесними гостями Франкфуртського ярмарку в різний час були: Туреччина (2008), Індія (2006), Росія (2003),  Португалія (1997), Японія (1990).
Учасники книжкового ярмарку в першу чергу видавці, агенти, книготорговці, бібліотекарі, науковці, художники-ілюстратори, постачальники послуг, продюсери, перекладачі, асоціації художників, авторів, книгопродавців, програмного забезпечення і постачальники мультимедіа.
Франкфуртський книжковий ярмарок на додаток до цілорічної діяльності у офісах у Франкфурті, має постійні представництва в Нью-Йорку, Пекіні, Москві, Бухаресті і Нью-Делі. Є також програми стипендій.

## Україна на Франкфуртському книжковому ярмарку
У Франкфуртському книжковому ярмарку беруть участь ряд українських провідних видавництв.
Україна станом на 2011 рік вісімнадцять разів брала участь у Франкфуртській міжнародній книжковій виставці.
Так, на «Франкфурт-Бух-Мессе»-2007 Національним стендом України представлено продукцію близько ста українських видавництв. Це — художня, довідкова, науково-популярна література, книги для дітей, твори класиків української літератури і сучасних письменників, видавнича продукція мовами національних меншин, що мешкають в Україні, — всього понад тисячу книжкових видань.
У 2011 році у ярмарку від України брали участь зокрема видавництва «Либідь», ТОВ «Видавничий дім Весна», «Розумна дитина», «Юстініан», «Нора-Друк», "Видавництво і друкарня «Таврида», «Соло», ТОВ "Видавництво «Горобець», «Видавництво „АССА“», «Фоліо», «Торсінг Плюс», Державне науково-виробниче підприємство «Картографія».
У 2018 році у ярмарку беруть участь 16 видавництв, зокрема, "Видавництво Івана Малковича «А-ба-ба-га-ла-ма-га», «АРТ НЕЙШН», «Брайт Букс», «Видавництво Старого Лева», «Клуб сімейного дозвілля», «КМ-Букс», «Либідь», «Маміно», «Навчальна книга — Богдан», «Наш формат», «Перун», «САМІТ-Книга», «Фоліо», «Фонтан казок», Book Chef, Агенція культурного розвитку.